# ایفت تالیویچ
ایفت تالیویچ (انگلیسی: Ifet Taljević؛ زادهٔ ۱۲ ژوئن ۱۹۸۰) بازیکن فوتبال اهل آلمان است.
از باشگاه‌هایی که در آن بازی کرده‌است می‌توان به باشگاه فوتبال سن پائولی، باشگاه فوتبال هانزا روستوک، باشگاه فوتبال کمنیتس، و باشگاه فوتبال تون اشاره کرد.